# Cirsium argillosum
Cirsium argillosum là một loài thực vật có hoa trong họ Cúc. Loài này được Petrov ex Kharadze mô tả khoa học đầu tiên năm 1958.